# 理查德·冈恩
理查德·冈恩（英語：Richard Gunn，1871年2月16日—1961年6月23日），英国男子拳击运动员。他曾代表英国参加1908年夏季奥林匹克运动会拳击比赛，获得男子126磅级金牌。他也在1920年夏季奥运会上担任裁判。